# Liste der Landeshauptleute des Burgenlandes

Wappen des Burgenlandes

Das Land Burgenland wurde 1921/22 neu errichtet. Die ersten beiden Regierungschefs führten den Titel Landesverwalter.
Das Burgenland wurde von der NS-Diktatur am 15. Oktober 1938 auf die Reichsgaue Niederdonau und Steiermark aufgeteilt (Portschy wurde Stv. Gauleiter der Steiermark). Nach Kriegsende wurde das Bundesland mit Wirkung vom 1. Oktober 1945 wieder errichtet.
| Landeshauptmann         | Partei | Amtsantritt       | Regierungsende    |
| ----------------------- | ------ | ----------------- | ----------------- |
| Robert Davy             |        | 10. März 1921     | 5. März 1922      |
| Alfred Rausnitz         |        | 5. März 1922      | 14. Juli 1923     |
| Alfred Walheim          | GDVP   | 14. Juli 1923     | 4. Jänner 1924    |
| Josef Rauhofer          | CS     | 4. Jänner 1924    | 10. Jänner 1928   |
| Anton Schreiner         | CS     | 10. Jänner 1928   | 24. Juli 1929     |
| Johann Thullner         | CS     | 24. Juli 1929     | 10. Dezember 1930 |
| Anton Schreiner         | CS     | 10. Dezember 1930 | 25. November 1931 |
| Alfred Walheim          | LB     | 25. November 1931 | 22. Februar 1934  |
| Hans Sylvester          | VF     | 22. Februar 1934  | 11. März 1938     |
| Tobias Portschy         | NSDAP  | 11. März 1938     | 15. Oktober 1938  |
| (Land existierte nicht) |        |                   |                   |
| Ludwig Leser            | SPÖ    | 1. Oktober 1945   | 4. Jänner 1946    |
| Lorenz Karall           | ÖVP    | 4. Jänner 1946    | 22. Juni 1956     |
| Johann Wagner           | ÖVP    | 22. Juni 1956     | 8. August 1961    |
| Josef Lentsch           | ÖVP    | 8. August 1961    | 12. Juni 1964     |
| Hans Bögl               | SPÖ    | 12. Juni 1964     | 28. Juni 1966     |
| Theodor Kery            | SPÖ    | 28. Juni 1966     | 30. Oktober 1987  |
| Johann Sipötz           | SPÖ    | 30. Oktober 1987  | 18. Juli 1991     |
| Karl Stix               | SPÖ    | 18. Juli 1991     | 27. Dezember 2000 |
| Hans Niessl             | SPÖ    | 28. Dezember 2000 | 28. Februar 2019  |
| Hans Peter Doskozil     | SPÖ    | 28. Februar 2019  | amtierend         |